# Hsziao Csan
Hsziao Csan (肖战, pinjin: Xiào Zhàn; 1991. október 5.–) kínai énekes, színész, az X NINE együttes tagja. Színészként leginkább az Oh! My Emperor (2018) és a Csen csing ling (2019) című sorozatokból ismert.

## Élete és pályafutása

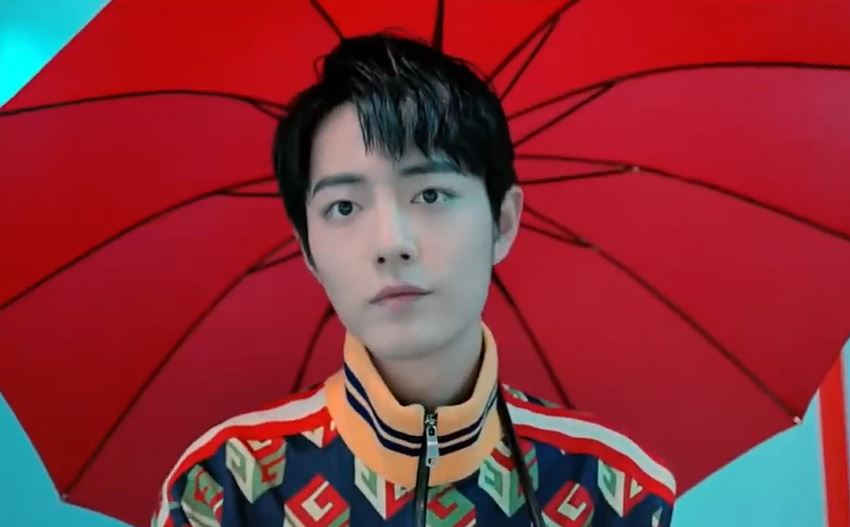
Hsziao Csan (Xiao Zhan) 2018-ban

Gyerekkorában rajzolni és hegedülni tanult. A Csungkingi Műszaki és Közgazdasági Egyetem modern nemzetközi művészeti karán végzett, ahol az egyetemi kórusban is énekelt. Debütálása előtt grafikusként és fényképészként dolgozott.
2015-ben részt vett az  X-Fire című televíziós tehetségkutató műsorban. 2016-ban az X NINE együttes tagjaként debütált.
2016-ban kapta első szerepét a Super Star Academy című websorozatban. 2018-ban az Oh! My Emperor című websorozatban játszott. Ugyanebben az évben a Battle Through the Heavens, as valamint a történelmi The Wolf című sorozatokban játszott. 2019-ben megkapta a Csen csing ling egyik főszerepét.

## Filmográfia

### Filmek
| Év   | Cím            | Kínai cím | Szerep                           | Megjegyzés | Hiv.   |
| ---- | -------------- | --------- | -------------------------------- | ---------- | ------ |
| 2018 | Monster Hunt 2 | 捉妖记2   | kis démon                        | cameo      | [ 13 ] |
| 2019 | The Rookies    | 素人特工  | Jüan Csing-lin (Yuan Jinglin)    | cameo      | [ 14 ] |
| 2019 | Jade Dynasty   | 诛仙      | Csang Hsziao-fan (Zhang Xiaofan) |            | [ 15 ] |

### Televíziós sorozatok
| Év   | Cím                        | Kínai cím                   | Szerep                           | Csatorna | Megjegyzések | Hiv.   |
| ---- | -------------------------- | --------------------------- | -------------------------------- | -------- | ------------ | ------ |
| 2016 | Super Star Academy         | 超星星学园                  | Fang Tien-cö (Fang Tianze)       | Tencent  |              | [ 8 ]  |
| 2016 | Shuttle Love Millennium    | 相爱穿梭千年2：月光下的交换 | Liang                            | Hunan TV | cameo        | [ 16 ] |
| 2018 | Oh! My Emperor             | 哦！我的皇帝陛下            | Pej-tang Mo-zsan (Beitang Moran) | Tencent  |              | [ 9 ]  |
| 2018 | Battle Through the Heavens | 斗破苍穹                    | Lin Hsziu-ja (Lin Xiuya)         | Hunan TV |              | [ 10 ] |
| 2019 | The Untamed                | 陈情令                      | Vej Vu-hszien (Wei Wuxian)       | Tencent  |              | [ 12 ] |
| 2019 | Joy of Life                | 庆余年                      | Jen Ping-jün (Yan Bingyun)       | Tencent  | 1. évad      | [ 17 ] |
| TBA  | The Wolf                   | 狼殿下                      | Csi Csung (Ji Chong)             |          |              | [ 11 ] |
| TBA  | Douluo Continent           | 斗罗大陆                    | Tang Szan (Tang San)             | Tencent  |              | [ 18 ] |
| TBA  | The Oath of Love           | 余生，请多指教              | Ku Vej (Gu Wei)                  | Hunan TV |              | [ 19 ] |